# SK Group Tower
La SK Group Tower est un gratte-ciel  à Shanghai en Chine. Il s'élève à 275 mètres. 